# みの駅
みの駅（みのえき）は、香川県三豊市三野町下高瀬にある四国旅客鉄道（JR四国）予讃線の駅。駅番号はY15。

## 歴史

### 年表
- 1950年（昭和25年）11月：本門寺境内で開かれる大坊市の期間中、列車が臨時停車する仮駅が誕生。[2]
- 1952年（昭和27年）1月27日：詫間駅 - 上高瀬駅（現・高瀬駅）間に気動車用旅客駅高瀬大坊駅（たかせだいぼうえき）として新設される[3]。駅員無配置駅。
- 1963年（昭和38年）5月29日：有人駅となる[4]。
- 1971年（昭和46年）11月8日：再び無人駅化[5]（簡易委託駅化[1]）。
- 1987年（昭和62年）4月1日：国鉄分割民営化に伴い、四国旅客鉄道（JR四国）の駅となる[6]。
- 1994年（平成6年）12月3日：旧三野町の要望によりみの駅に改称。改称費用2000万円[7][8]。
- 2008年（平成20年）6月1日：簡易委託による乗車券発売を終了[1]。

### 駅名の由来
開業時の駅名「高瀬大坊（たかせだいぼう）」は開業時は下高瀬村であり、近くの本門寺が大坊さんと呼ばれていたことに由来する。その後、合併により三野町となってから町名と駅名を同じとするよう要望する声が出て改称した。なお、当時徳島県にも三野町が存在し、混同されるおそれがあるため、ひらがな駅名となった。

## 駅構造
単式ホーム1面1線を有する地上駅。高松駅に自動改札が導入されたのに合わせて、自動券売機が設置された。2008年（平成20年）5月末日までは簡易委託駅であり、駅近くの商店で920円区間までの片道乗車券（予讃線・観音寺方面は関川駅まで、多度津方面は多度津駅乗換で土讃線箸蔵駅、高松駅乗換で高徳線栗林駅まで）と高松駅など主要駅までの往復乗車券が数種類販売されていた。トイレ（汲取り式）あり。

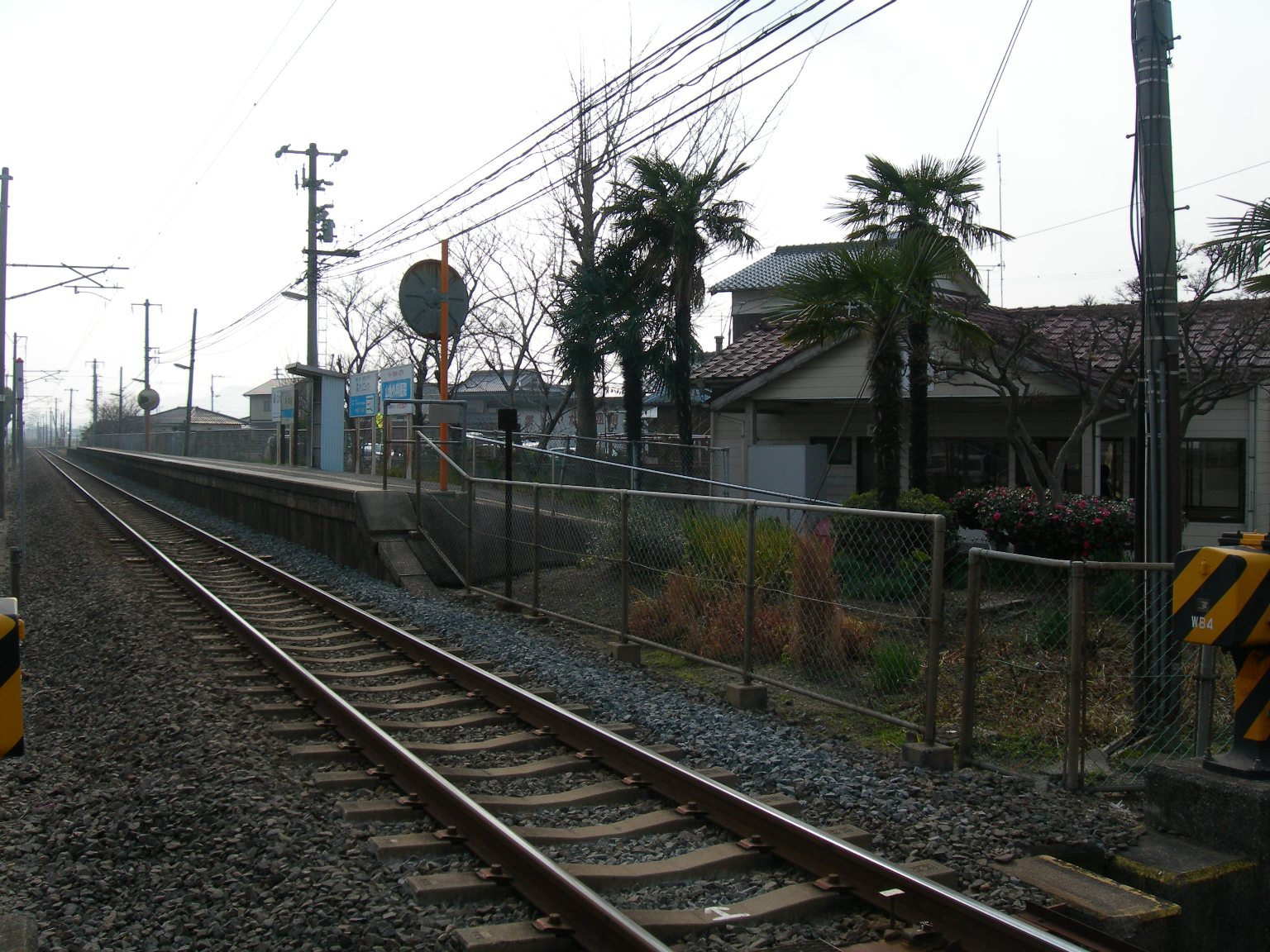
プラットホーム（2008年1月、詫間方より）

## 利用状況
1日平均の乗車人員は以下の通り。
| 乗車人員推移 | 乗車人員推移 | 乗車人員推移 |
| 年度         | 1日平均人数  | 出典         |
| ------------ | ------------ | ------------ |
| 2004年       | 275          | [ 11 ]       |
| 2005年       | 258          | [ 11 ]       |
| 2006年       | 234          | [ 11 ]       |
| 2007年       | 234          | [ 11 ]       |
| 2008年       | 244          | [ 11 ]       |
| 2009年       | 263          | [ 12 ]       |
| 2010年       | 272          | [ 12 ]       |
| 2011年       | 256          | [ 12 ]       |
| 2012年       | 239          | [ 12 ]       |
| 2013年       | 229          | [ 12 ]       |
| 2014年       | 232          | [ 13 ]       |
| 2015年       | 248          | [ 13 ]       |
| 2016年       | 231          | [ 13 ]       |
| 2017年       | 237          | [ 13 ]       |
| 2018年       | 234          | [ 13 ]       |
| 2019年       | 258          | [ 14 ]       |

## 駅周辺
- 三豊市商工会
- 三豊市役所三野支所
- 高永山本門寺
- 香川県道220号大見吉津仁尾線
- 大和ハウス工業四国工場

### バス路線
- 三豊市コミュニティバス 三野線

## その他
- かつて、みのもんたが一日駅長を勤めたことがある[要出典]。

## 隣の駅
四国旅客鉄道（JR四国）
■予讃線
詫間駅 (Y14) - みの駅 (Y15) - 高瀬駅 (Y16)